# Голямо или малко нещо (Пингвина)
„Голямо или малко нещо“ (на английски: A Great or Little Thing) е осмият финален епизод на американския криминален драматичен сериал „Пингвина“, който е разклонение на игралния филм от 2022 г. „Батман“. Епизодът е написан от Владимир Цветко и е режисиран Кевин Брей. Премиерата на епизода е на 10 ноември 2024 г. по Ейч Би О в Съединените щати, като в същия ден е достъпен и в стрийминг платформата „Макс“.
Действащ малко след събитията във филма, сериалът изследва възхода към властта на Озуолд „Оз“ Коб/Пингвина (в ролята Колин Фарел) в престъпния подземен свят на Готъм Сити. Оз се оказва съюзник с млад мъж на име Виктор (Рензи Фелиз), като същевременно трябва да се справи с присъствието на София Фалконе (Кристин Милиоти), която търси отговори относно изчезването на брат си.
Епизодът получава положителни отзиви от критиците за актьорската игра, тона и финала на сериала.

## Сюжет
Д-р Ръш кара Франсис да си спомни миналото с помощта на психотерапия. В ретроспекция Франсис е посетена от Рекс Калабрезе, който предлага да плати за погребението на Джак и Бени. Рекс повдига въпроса за нейното изоставяне на Оз, но Франсис разкрива, че тя е разбрала, че той е заключил Джак и Бени в канализационния преливник, което е довело до смъртта им. Рекс ѝ предлага да използва любовта на Оз за своя собствена полза, чувствайки, че ще бъде възнаградена за това. Франсис обаче не е сигурна, че може да го направи, и моли за помощ Рекс. Тя води Оз при Монро, където Оз обещава да се грижи за нея, ако тя продължи да вярва в него.
В настоящето Виктор отвежда ръководителите на други банди в оперативната база, но е шокиран, когато вижда, че е унищожена. Лидерите решават да напуснат въпреки молбите на Виктор да отвърнат на удара. Вързаният и със запушена уста Оз е отведен в нощния клуб на Монро, където София води и вързаната Франсис. Тя използва приказка, за да обясни как Франсис знае за това, че Оз е убил братята си, разкривайки, че първоначално е заговорничила с Рекс да се опита да убие Оз. След това тя кара д-р Ръш да се подготви да отреже един от пръстите на Франсис, казвайки на Оз, че трябва да признае ролята си в смъртта на братята си. Оз твърди, че е невинен, което кара отчаяната Франсис да разкрие, че винаги е знаела истината. София я освобождава, а Франсис изразява омразата си към Оз, съжалявайки, че е негова майка. Тя счупва бутилка и го намушква в стомаха, но пада в безсъзнание по време на друг пристъп на деменция, след като вижда виденията на синовете си. Оз се освобождава и убива привържениците на София, като бяга с кола и отвежда Франсис в болницата.
София се среща с шефовете на бандите, предлагайки престъпната си империя на този, който залови Оз, готвейки се да напусне Готъм завинаги. След като се лекува и се среща с Виктор, Оз отива в кметството, за да говори със съветник Хеди. Той разобличава действията на София, като твърди, че оперативната база е на Марони. Той натопява Марони като убиеца на Алберто и начеждава София, че иска да отмъсти, като е убила съпругата и сина на Сал и организира експлозията в „Краун Пойнт“. Оз предлага да отдаде пълната заслуга на Хеди за възстановяването на мира в „Краун Пойнт“ и за прекратяването на гангстерската война в замяна на достъп и влияние върху градския съвет. Хеди разкрива, че кметът Реал разследва сътрудниците на Фалконе, сред които е и самият Оз. Докато Оз е там, Виктор получава обаждане от Линк, заместник на Джао. Докато Оз си тръгва, той попада в засада от бандата на Джао и е принуден да ги придружи.
След като подпалва имението на баща си, София се среща с бандата на Джао на летището, за да се изправи срещу Оз. Изведнъж Линк и бандата на Джао се обръщат срещу него и убиват Джао и нейните привърженици и освобождават Оз, който я принуждава да се вози в колата с него. Докато правят това, другите лидери на банди са убити от техните заместници. Оз отвежда София на пристана, където тя продължава да се подиграва с майка му. Приемайки съдбата си, тя се обръща, докато Оз зарежда пистолет. Тя обаче е изненадана, когато пристигат хеликоптери и полицейски кораби, които я арестуват. Оз посещава Франсис в болницата и е съсипан да научи, че е получила инсулт, оставяйки я във вегетативно състояние. Оз отказва да приеме това и моли майка си да покаже, че се гордее с него.
По-късно Оз благодари на Виктор, че му е помогнал, като се оплаква, че го е видял в най-лошия му момент. Виктор споделя с Оз, че го вижда като семейство. Изведнъж Оз започва да души Виктор, вярвайки, че връзката му с Виктор в крайна сметка може да се окаже слабост, която да бъде използвана. Виктор се опитва да се съпротивлява, но в крайна сметка се задушава до смърт. След като открадва парите на Виктор, Оз изхвърля шофьорската му книжка в близката река и си тръгва. В „Аркам“ д-р Ръш посещава София в нейната килия. Той ѝ дава писмо от Селина Кайл, която твърди, че е нейна полусестра. След като си е купил нова кола, Оз отвежда прикованата на легло Франсис в мезонет с изглед към града, заявявайки, че най-накрая е изпълнил обещанието си към нея; една сълза се плъзга от окото ѝ. Той я оставя, за да се присъедини към Ив в танц, която играе ролята на майка му, казвайки му, че нищо не може да го спре сега. Отвън в далечината свети в небето Бат-сигналът.

## Производство

### Развитие
Епизодът е написан от шоурънърът Лорън Ле Франк и режисиран от Дженифър Гецингер.

### Писане
Когато е разпитана за ретроспекциите, Лорън Ле Франк обяснява: „Ретроспекцията преди това показва как майката на Оз не става от леглото седмици след смъртта на братята му. Той се чувства така сякаш по някакъв начин е загубил майка си. Той се чувства отделен от нея и трябва да спечели вниманието ѝ и да я увери, че всъщност е по-добре, защото няма да се налага храни повече гърла“.
Коментирайки смъртта на Виктор, Ле Франк обяснява, че никога не е имала нищо общо с това, че Виктор е направил нещо нередно, но „Оз в този момент наистина избира да убие собственото си сърце и да прегърне чудовището, което е“. Колин Фарел обяснява, че сцената трябва да носи следното усещане: „имах чувство за творческа отговорност, не можех да приема този герой като симпатичен“. Фарел допълва: „По дяволите, мразех го. Мразех тази сцена. Бях толкова ядосан. Чувствах се жесток, чувствах се абсолютно луд и сякаш Оз достигаше точка, от която няма връщане“. Той добавя: „Той дори не знае, че не иска да бъде човек, но всъщност казва: „Не искам да бъда човек“. Рензи Фелиз е информиран от самото начало за съдбата на своя герой, смятайки го за „емоционално нещо, което можете да дадете на публиката. Това е онзи шокиращ фактор, да държите хората развълнувани и на крака, което също е вълнуващо“.

### Заснемане
Последната сцена, заснета за сериала, е смъртта на Виктор, която Фарел описва като притежаваща „тъмна енергия“. Междувременно О'Конъл мисли как ще изпълни последната страница от сценария на епизода по време на стачката на американските актьори през 2023 г., в която трябва да пролее една сълза по време на вегетативното състояние на Франсис Коб. Въпреки това, изобразяването на Фарел като Оз в тази сцена я кара умишлено да оттегли любовта си, което О'Конъл описва като влияние върху последващото ѝ представяне в сцената.

## В България
Епизодът е излъчен премиерно в България по Ейч Би О на 11 ноември 2024 г., като от същия ден е достъпен и в стрийминг платформата „Макс“, субтитриран на български език.